# William Sinclair, 1. Earl of Caithness
William Sinclair, 1. Earl of Caithness (* um 1410; † 1480) war ein norwegisch-schottischer Adliger. Er war der letzte norwegische Jarl von Orkney und schottischer Earl of Caithness und Lord Sinclair.

## Leben
Er entstammte der schottischen Adelsfamilie Sinclair. Er war der Sohn und Erbe des Henry II. Sinclair, der Herr der schottischen Baronie Roslin um Roslin Castle in Midlothian, und als Vasall des Königs von Norwegen Jarl von Orkney (einschließlich Shetland) war. Seine Mutter war dessen Gattin Egidia Douglas († nach 1438), Tochter des James Douglas, 2. Earl of Douglas und mütterlicherseits Enkelin König Roberts II. von Schottland.
Beim Tod seines Vaters war er noch minderjährig. 1422 reiste er nach Kopenhagen um von König Erik III. als Jarl von Orkney bestätigt zu werden. Dieser ernannte David Menzies als seinen Vormund auf Orkney. Erst 1434 konnte er von diesem die direkte Kontrolle über Orkney übernehmen.
Er gehörte zu den schottischen Adligen, die 1421 als Geiseln nach England gesandt wurden, um die Zahlung des Lösegeldes für den aus englischer Gefangenschaft freizulassenden schottischen König Jakob I. zu garantieren.
1438 hatte er das Staatsamt des Admiral of Scotland inne und eskortierte als solcher Prinzessin Margarethe von Schottland zur Hochzeit mit dem Dauphin und späteren König von Frankreich Ludwig XI.
1449 verlieh ihm König Jakob II. den schottischen Titel Lord Sinclair. Um 1453 stiftete er das Kollegiatstift in Roslin. Zwischen 1454 und 1456 hatte er das Staatsamt des High Chancellor of Scotland inne. Aus dem Nachlass seiner Mutter erhob er Erbanspruch auf die Lordship Nithsdale in Dumfries and Galloway. Im Ausgleich für den Verzicht auf diese Ansprüche erhob ihn Jakob II. am 28. August 1455 zum Earl of Caithness.
Als 1469 König Christian I. von Dänemark, Norwegen und Schweden seine Tochter Margarethe an König Jakob III. von Schottland verheiratete, erhielt sie Orkney und Shetland als Mitgift, wodurch diese Territorien 1470 an die schottische Krondomäne fielen. William Sinclair verzichtete gegenüber Jakob III. am 16. September 1470 auf seine dortigen Besitzansprüche und erhielt im Gegenzug Ravenscraig Castle in Fife nebst dazugehöriger Ländereien.
1476 verzichtete er zugunsten seines jüngeren Sohnes aus zweiter Ehe William († 1513) auf seinen Titel Earl of Caithness. Er tat dies, um seinen ältesten Sohn aus erster Ehe William († 1487) vom Erbe auszuschließen. Letzter erhielt lediglich den Titel Lord Sinclair und Ravenscraig Castle. Seine Besitzungen in Roslin erhielt sein jüngerer Sohn Oliver.

## Ehen und Nachkommen
Er war dreimal verheiratet. In erster Ehe heiratete er um 1435 Lady Elizabeth Douglas († um 1451), Tochter des Archibald Douglas, 4. Earl of Douglas. Mit ihr hatte er fünf Kinder:
- Elizabeth Sinclair († 1508) ⚭ Andrew Leslie, Master of Rothes († 1473), Sohn des George Leslie, 1. Earl of Rothes;
- William Sinclair, 2. Lord Sinclair († 1487);
- Katherine Sinclair;
- Susan Sinclair;
- Mariot Sinclair.

In zweiter Ehe heiratete er um 1456 Marjory Sutherland, Tochter des Alexander Sutherland of Dunbeath. Mit ihr hatte er acht Kinder:
- William Sinclair, 2. Earl of Caithness († 1513);
- Catherine Sinclair ⚭ Alexander Stewart, 1. Duke of Albany († 1485);
- Eleanor Sinclair († 1519) ⚭ John Stewart, 1. Earl of Atholl († 1512);
- Alexander Sinclair, Priester;
- George Sinclair;
- Arthur Sinclair;
- Sir Oliver Sinclair of Roslin (1475–vor 1537) ⚭ Margaret Borthwick († vor 1504), Tochter des William Borthwick, 2. Lord Borthwick;
- Robert Sinclair (1480–1507).

In dritter Ehe heiratete er Janet Yeman († 1483). Aus dieser Ehe sind keine Kinder bekannt.
Er hatte mindestens einen unehelichen Sohn:
- Sir David Sinclair.